# Mantó
Mantó (řecky Μαντώ, latinsky Manto) je v řecké mytologii dcerou thébského věštce Teireisia. Sama se stala také proslulou věštkyní.
Do bájí se zapsala zejména jedním svým příběhem. Byla velkou obdivovatelkou bohyně Artemis a boha Apollóna a tak jednou vyzvala všechny ženy z Théb, aby přinesly oběť jejich matce bohyni Létó. Učinily tak všechny — až na královnu Niobé, která pyšně odmítla. Vyvyšovala se nad Létó svými dětmi: má sedm synů a sedm dcer a bohyně má jenom ty dva.
Létó tuto urážku nesnesla a krutě se pomstila: Apollón zastřelil všech sedm synů a Artemis všech sedm dcer. Její manžel, král Amfíón poté spáchal sebevraždu (jiná verze uvádí, že Amfíón a jeho bratr Zéthos zaútočili na Apollónovu svatyni a oba byli zabiti).
Synem Mantó byl proslulý věštec Mopsos.